# 馬肉

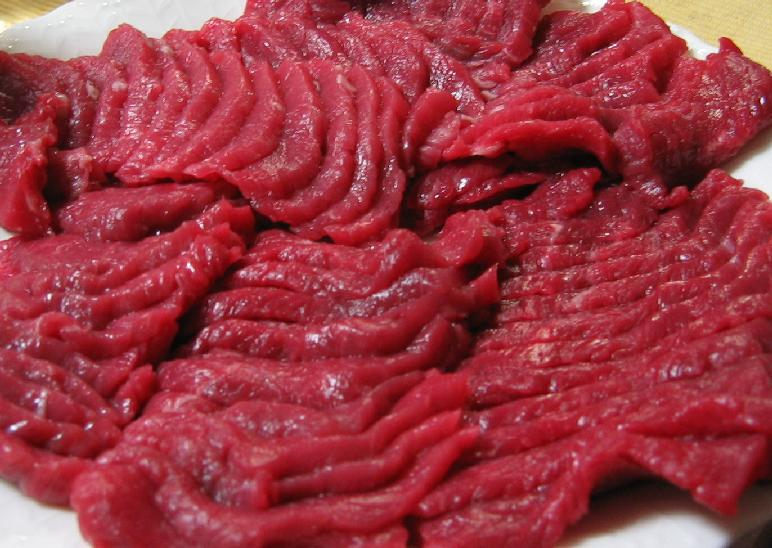
桜肉とも呼ばれる馬肉

馬肉（ばにく）とは、馬（ウマ）の肉のこと。馬肉を食肉とする国・民族は日本を含むアジアや欧州、アメリカ大陸に多くある半面、国・民族等によっては後述のようにタブー食とされる。
ウマは消化能力が低く食性も狭いため、食用として飼養した場合は牛（ウシ）や豚（ブタ）と比べて生産コストが高い。一方、廃用乗用馬があり、また、一般的に消費者による選好性も牛肉や豚肉に比して低いことから、馬肉は安価な食肉として、ソーセージやランチョンミートのつなぎなどの加工食品原料や動物園での猛獣の餌、ペットフード原料に利用される。ただし、食用として育てられたものや、馬刺しなどで利用可能な部位は比較的高値で取引される。

## 食肉

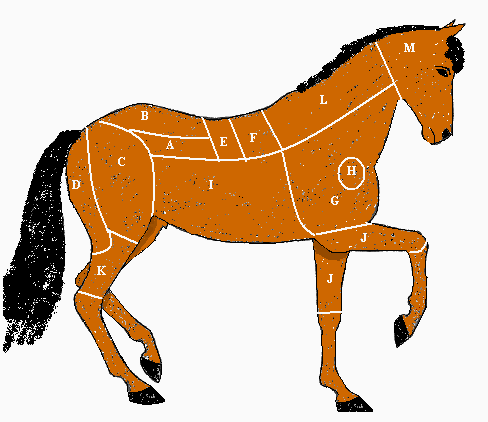
部位

馬肉は、他の畜肉と比較すると栄養価が高く、滋養強壮、薬膳料理ともされる。
- 牛肉、豚肉、鶏肉などより、低カロリー、低脂肪、低コレステロール、低飽和脂肪酸、高タンパク質。
- タンパク質が多いだけではなく、アミノ酸が20種類程と豊富。
- ミネラルの内、カルシウムは牛肉や豚肉の3倍、鉄分（ヘム鉄）はほうれん草・ひじきよりも多く、豚肉の4倍で鶏肉の10倍を含有。
- 多種のビタミン類の含有が豚肉の3倍、牛肉の20倍。ビタミンB12は牛肉の6倍、ビタミンB1も牛肉の4倍、ビタミンAやビタミンEも多い。
- 牛肉の3倍以上のグリコーゲンを含有。

日本では生食（馬刺し）されることも多いが、衛生管理には注意を要する。
- ウマは、反芻動物ではないため、大腸菌O157のリスクも低いとされ、カンピロバクターの感染リスクも低いという報告もある[6]。また、奇蹄類であり、発症例から口蹄疫のリスクは低いとされている。
- 寄生性原生生物のフェイヤー肉胞子虫（ザルコシスティス・フェアリー、Sarcocystis fayeri ）に感染した馬の生肉による食中毒（サルコシスチス症）の事案が2011年4月25日、厚生労働省薬事・食品衛生審議会食品衛生分科会食中毒・乳肉水産食品合同部会において報告され、2011年8月23日には「S. fayeri の検査法（暫定法）」が通知されている[7][8]。

### 品種
重種馬
ペルシュロン、ブルトン、ベルジャンやこれらの交配種のペルブルジャン。体重800〜1000kgで肉づきがよくサシが入りやすい。
軽種馬
アラブ種、サラブレッド。体重600kg前後、赤身が多い。

### 部位
馬肉の部位の名称とその特徴は、牛肉や豚肉のそれと大きなずれはない。ただし、ウマにしか存在しない部位もある。また、牛肉や豚肉ほど共通規格が徹底していないため、地域や業者によって呼称や部位の分け方が異なる場合がある。
- ロース
  - 肩ロース - 馬刺しのほか、しゃぶしゃぶなどに用いられる。
  - リブロース - 背中。商品価値が高い。
  - サーロイン
- ヒレ
- バラ
  - 肩バラ - 「霜降り馬刺し」とされる。
  - バラオビ - 後バラの内側。サシが多く、加熱料理に向く。
- モモ
  - クロッド - ウマの上半身。赤身として流通する場合が多い。
  - ランプ - ウマのお尻。
  - シンタマ - ウマの下半身で、モモ系の中で肉質が柔らかい部位。さらに「シンシン」など4つに小分割される。
  - 外モモ - 馬刺しの赤身とされる部位
  - 内モモ
- コウネ - タテガミ部分の脂身で、馬肉独特の部位。

- 内臓等
  - センポコ - 大動脈を指す筑後方言。福岡県久留米市などで焼き鳥のようにして利用。
  - ハツ、ハルツ、ヘルツ - 心臓
  - ダルム - 小腸
  - タング - 舌

## 馬肉食
馬肉を一般的な食材として食べている国にはフランス周辺のフランス語圏の他に、日本、アイスランド、アルゼンチン、カザフスタン、カナダ、中華人民共和国、メキシコ、モンゴル国、ベルギー、ポーランド、ルーマニアなどがある。カナダでは主にケベック州で、モンゴルでは主に西部で食用となっているなど、国によっては地域によって一般性に違いがある場合もある。これらの国では、食用の馬肉が生産され、そのままを食材とする他、ソーセージ、コンビーフ、肉団子などの馬肉加工食品としても消費されている。
日本は馬肉の多くをカナダから輸入してきた。フランスやメキシコからの買い付けや国産馬肉もある。ベルギーはアメリカ合衆国やウルグアイなどから輸入している。

### 日本

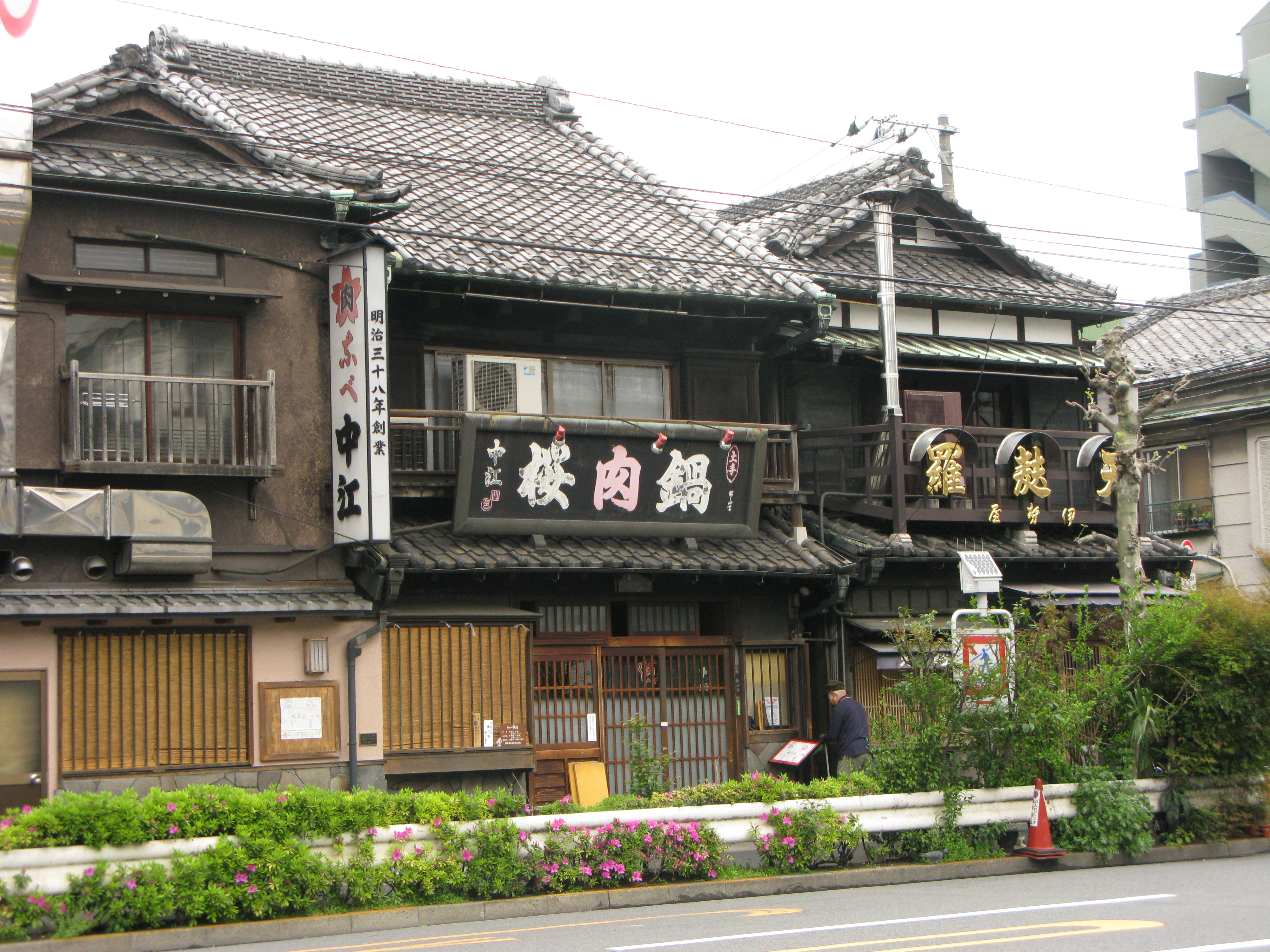
創業100年以上の馬肉料理の老舗（東京都台東区日本堤・吉原大門付近）

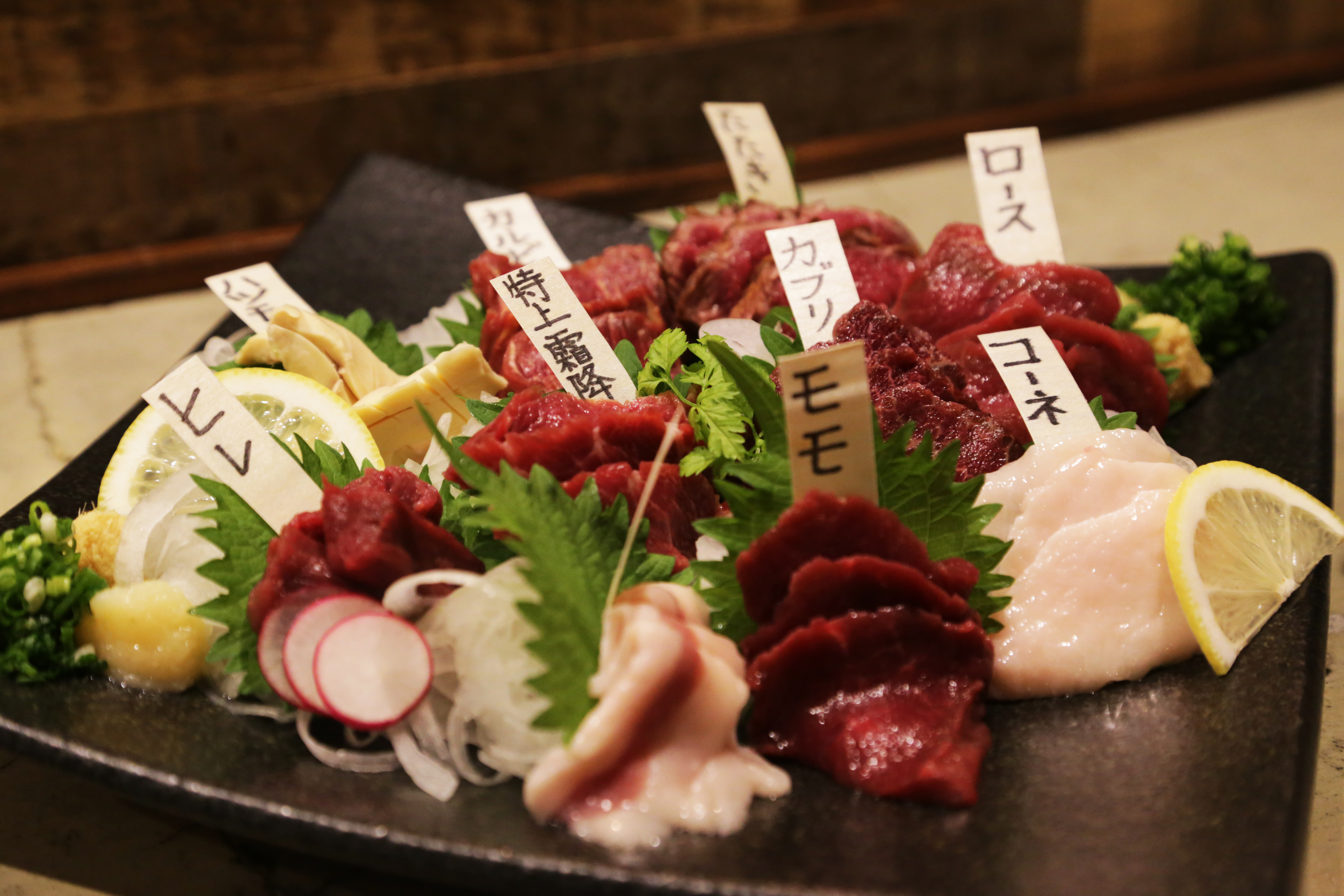
馬刺し

獣肉食が宗教上の禁忌とされ、食用の家畜を飼う文化が九州の一部や近江国彦根藩などを除いて一般的ではなかった江戸時代の日本本土では、廃用となった役用家畜の肉を食すことは半ば非公然的ではあるが貴重な獣肉食の機会であった。
一部の地方では馬肉は400年以上も前から重要な蛋白源として重用されてきた。熊本県や長野県、福島県などの郷土料理として供されることで知られている「馬刺し」の他、なんこ鍋などの鍋料理としても食べる地域がある。熊本県では馬肉を使ったミンチカツなども売られている。長野県では文久の初め頃より食す者が増え、1885年（明治18年）には約1530頭が食用にされた。
馬肉は桜肉とも呼ばれる。ヘモグロビンやミオグロビンが多い赤身部分が空気に触れると桜色となること由来とされている。牛肉が高かった時代のニューコンミートに代表される加工食品の増量材等に使用されていた冷凍トリミング（主に南米産）、馬刺しや「桜鍋」用の生鮮肉（現在はほとんど北米産、若干欧州産）と用途も分かれている。2014年時点では流通している馬肉の多くはカナダからのものである。さらに近年では年間2000〜5000頭がカナダから生体として輸入されており、カナダ産国内肥育の馬肉として生産されている。アメリカ合衆国からの輸入も多かったが、2007年に同国内最後の馬の屠畜場が閉鎖になって以降は輸入が途絶えており、代わりにメキシコ経由での輸入が増えている。そのほかアルゼンチン、ブラジル、ウルグアイなどからも馬肉を輸入している。国内産では廃用となった競走馬の一部も食用に回されている。
2021年には、8月29日が「馬肉の日」として日本記念日協会に登録された。
- 馬肉輸入量推移[17]（単位：トン）
  - 平成23年（2011年）6,942
  - 平成24年（2012年）6,825
  - 平成25年（2013年）6,828
  - 平成26年（2014年）6,890
  - 平成27年（2015年）7,719
  - 平成28年（2016年）8,036
  - 平成29年（2017年）8,401
  - 平成30年（2018年）8,874

- 日本国内馬枝肉生産量推移[17]（単位：トン）
  - 平成23年（2011年）4,867
  - 平成24年（2012年）4,896
  - 平成25年（2013年）5,464
  - 平成26年（2014年）5,379
  - 平成27年（2015年）5,113
  - 平成28年（2016年）3,670
  - 平成29年（2017年）3,916
  - 平成30年（2018年）3,850

日本国外への輸出量は平成10年（1998年）以降はゼロなので、輸入量と国内生産量を合わせた数が馬肉の国内消費量となる。だいたい年間1万2千トン前後で推移している。
|        | 枝肉生産量（トン） | 屠畜頭数 |
| ------ | ------------------ | -------- |
| 熊本県 | 2,396.0            | 5,999    |
| 福島県 | 1,154.5            | 2,893    |
| 青森県 | 510.9              | 1,280    |
| 福岡県 | 461.7              | 1,157    |
| 山梨県 | 281.4              | 705      |
| 秋田県 | 136.0              | 341      |
| 長野県 | 115.3              | 289      |
| 山形県 | 95.0               | 238      |
| 高知県 | 57.9               | 145      |
| 北海道 | 54.3               | 136      |
| 岐阜県 | 48.8               | 122      |
| 群馬県 | 40.4               | 101      |
| 岐阜県 | 26.7               | 67       |
| 徳島県 | 21.6               | 54       |
| 沖縄県 | 21.5               | 54       |
| 長野県 | 14.7               | 37       |
| その他 | 37.6               | 94       |
| 合計   | 5,379.3            | 13,474   |

但し、馬の飼育数と馬肉の生産量は比例していない。

#### 料理
- 馬刺し（ばさし） - 生の馬肉を食べる料理
- おたぐり - 長野県伊那谷地方の馬のもつ煮
- なんこ鍋 - 北海道と東北地方の郷土料理
- さいぼし - 馬肉を使用した日本のジャーキー
- 馬焼肉 - 馬肉を鉄板で焼いて食べる料理
- 馬肉ラーメン - 山形県長井市で食されている馬肉を使ったラーメン

### アメリカ合衆国
馬肉食をタブー視する人も多いが、様々な国から移民を受け入れているアメリカでは、馬肉を好む人もいる。メキシコやカナダの処理場に馬を輸出し、馬肉を輸入する人々もいる。

### イギリス
イギリスでは、食用馬肉の屠畜と消費は法律で禁じられていない。18世紀から19世紀にかけてはペットフード用の肉を扱う猫肉屋が馬肉も用いていた。複雑に入り組んだヨーロッパの食品流通経路により、イギリスの食卓にも長年、馬肉が使用されている。
英語で「馬を食べる」(eat a horse)といった場合、（丸々一頭食べられるほど）空腹であるという意味で、あくまで比喩表現である。「a」が付いているので「馬肉」という肉の種類を表すのではなく個体として「馬」を表すので「eat a chicken」と言っても同じである(鶏を丸々一羽食べられるほど空腹)。

### 中国
中国は2008年の統計で702.8百万匹を有し、197,984トンを生産した、世界一の飼育、産出国であるが、中国国内で馬肉そのままを食材として調理する例は限られ、ほとんどが輸出用、ソーセージ、肉団子などの加工食品用に利用されている。地域的には東北部、西北部、内モンゴル自治区に偏在して飼育されている。近年は華北地域を中心に馬肉を輸出用に加工できる施設が増えている。
中国において馬肉を食した記録は紀元前から見られ、紀元前645年の韓原の戦い後において秦の穆公が晋軍を追って、逆に包囲された時、西戎の兵300人が晋軍を撃退し、この時、穆公は西戎に良馬を食べさせたが、役人が捕まえて罰しようとしたため、「良馬の肉を食べた時は酒を飲まないと腹を壊すと聞いている」と言って、酒を賜い、その罪を許し、この西戎は「馬酒兵」と呼ばれることになる。これは馬を食すことが罪であったと同時に特例として許した記述である。
明の李時珍がまとめた『本草綱目』は、馬肉は「辛、苦、冷、有毒」という性質で、傷中を治し、余熱を下げ、筋骨を育て、腰や脊を強くし、壮健、飢餓感を抑える効果があるとする。薬効は認めながら、むやみに食べてはならないという立場である。これに対して馬乳は「無毒」、また、同じウマ属で、山東省や河北省などの華北地域では一般的かつ美味な食材として消費されているロバの肉も「無毒」と記されている。
中国料理としての馬肉料理の例としては下記がある。
- 馬肉米粉 - 広西チワン族自治区桂林市の名物料理。この地域の米粉は福建省、台湾のビーフンと違い、細うどんほどの太さの、切り口が丸い米の麺である。これを馬の肉と骨でとったスープに入れ、煮てスライスした馬肉を載せて供される。この地域においても、豚肉、牛肉の方が広く食べられており、馬肉料理は限られる。
- 馬肉火鍋 - 貴州省恵水県の名物の鍋料理。

また、中国国内の少数民族料理の例として下記がある。
- 熏馬肉 - 新疆ウイグル自治区イリ・カザフ自治州のカザフ族伝統の馬肉の燻製。旧ロシア連邦のカザフスタン料理と共通する。
- 熏馬腸 - カザフ語で「қазы」（カズィ（英語版）、卡茲）。同じく新疆ウイグル自治区イリ・カザフ自治州のカザフ族伝統の非常に太い腸詰の燻製。

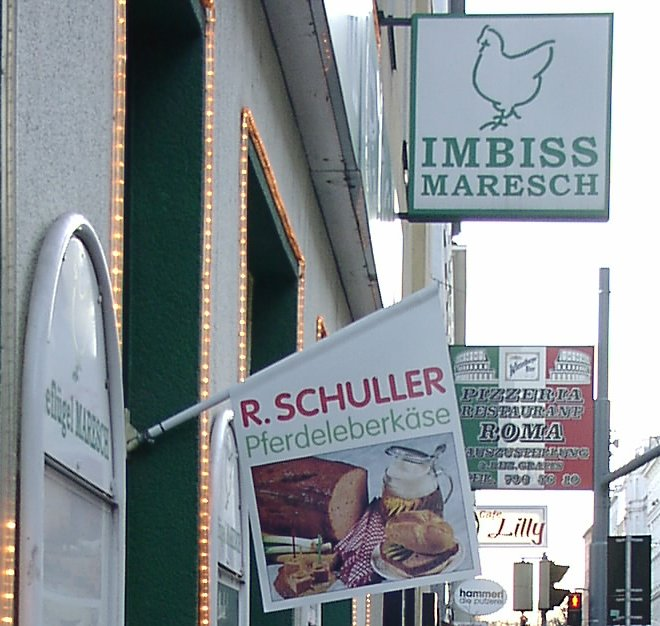
オーストリアウィーンの馬肉レバーケーゼ店
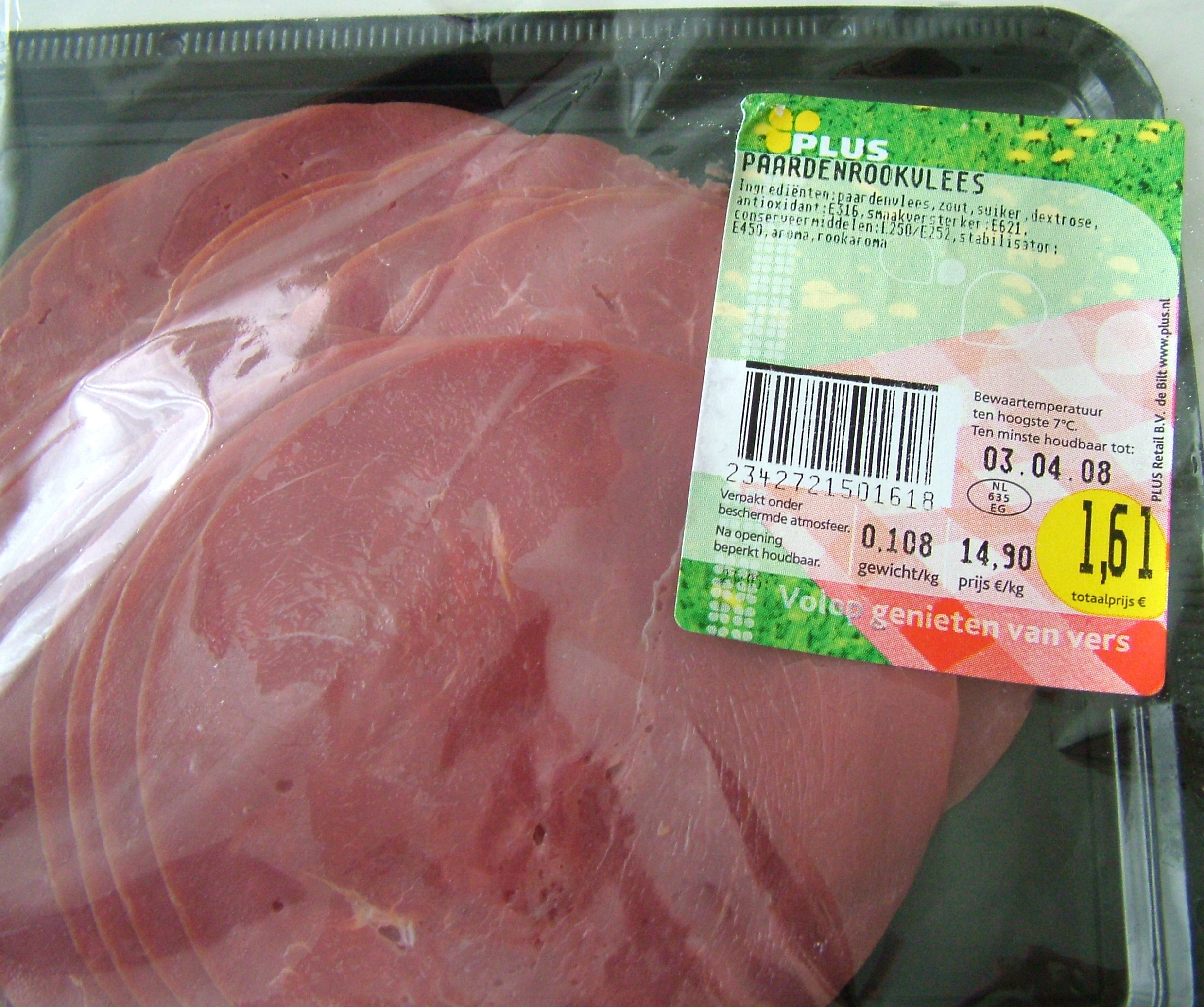
オランダの燻製馬肉ハム
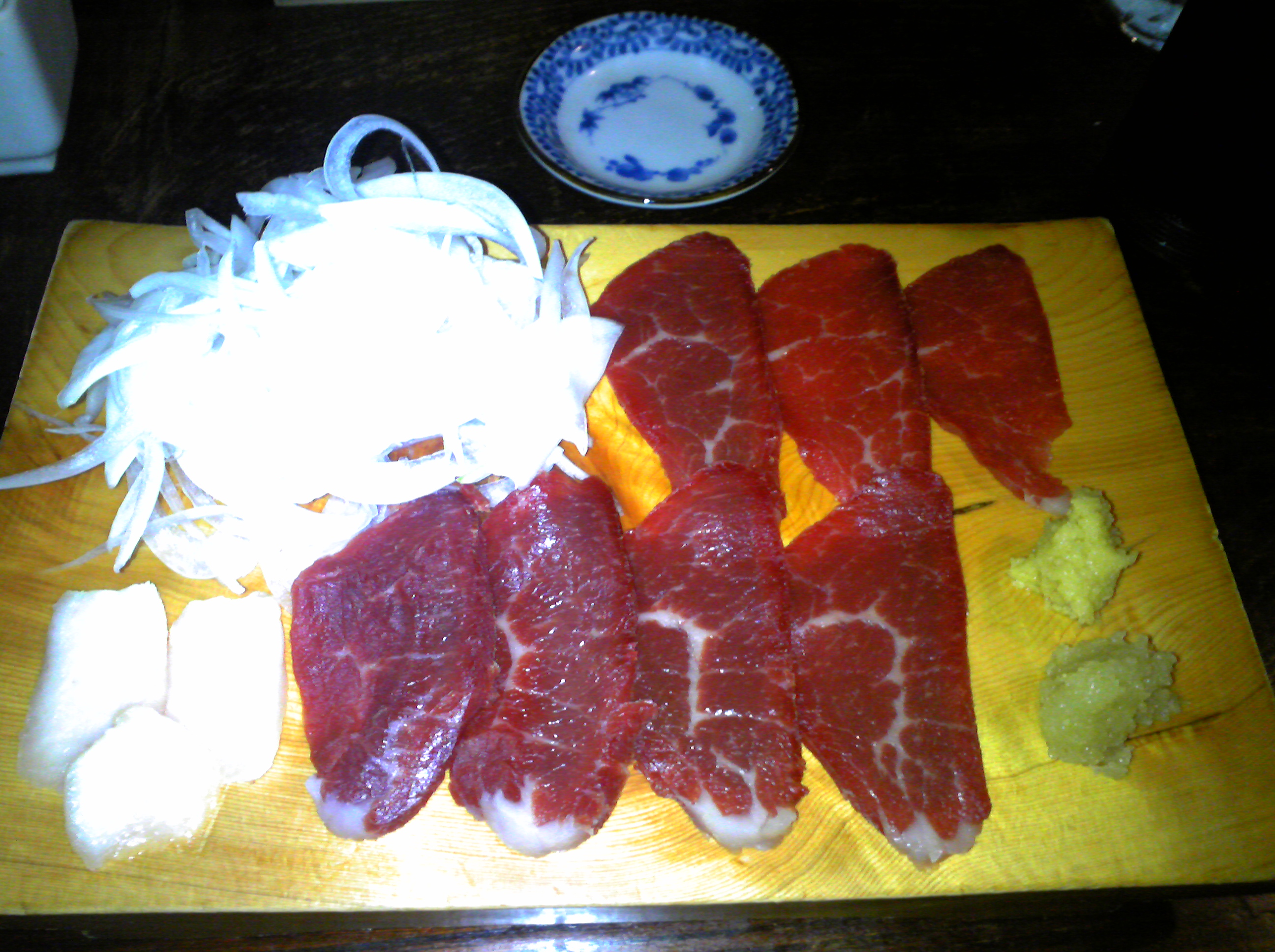
東京で提供されている馬刺し
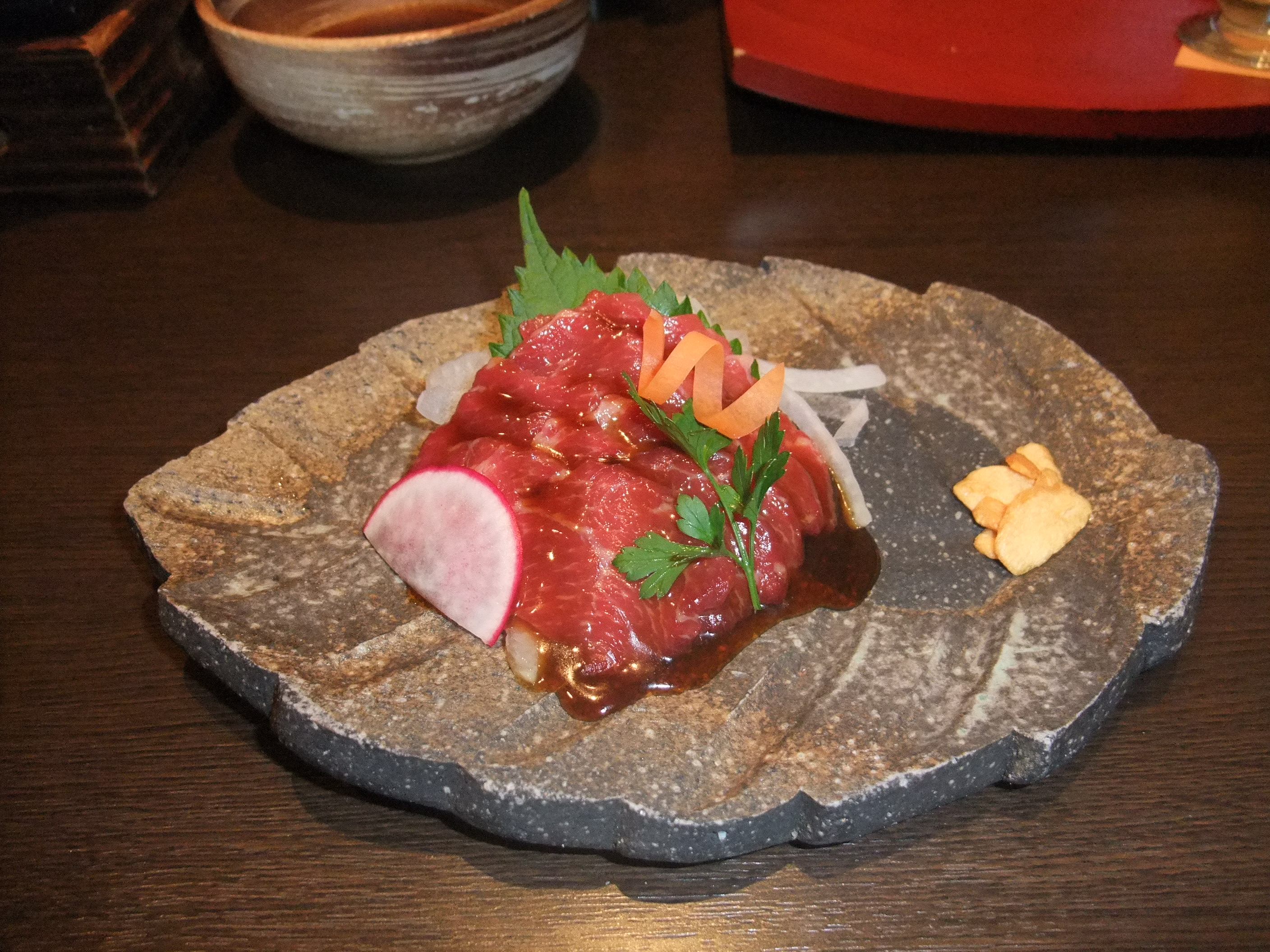
馬刺し
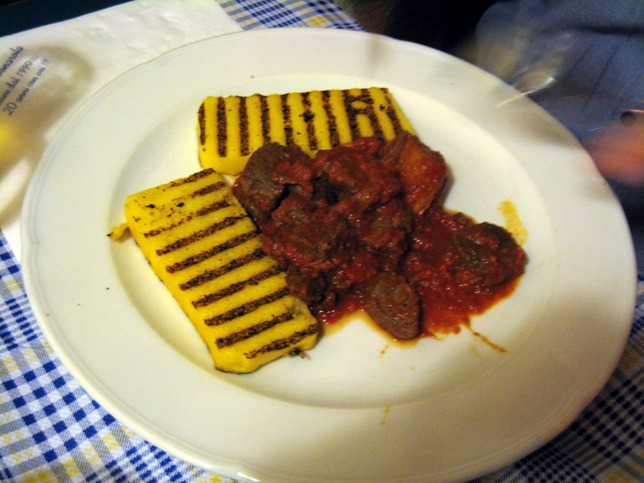
イタリアパドヴァの馬肉シチュー
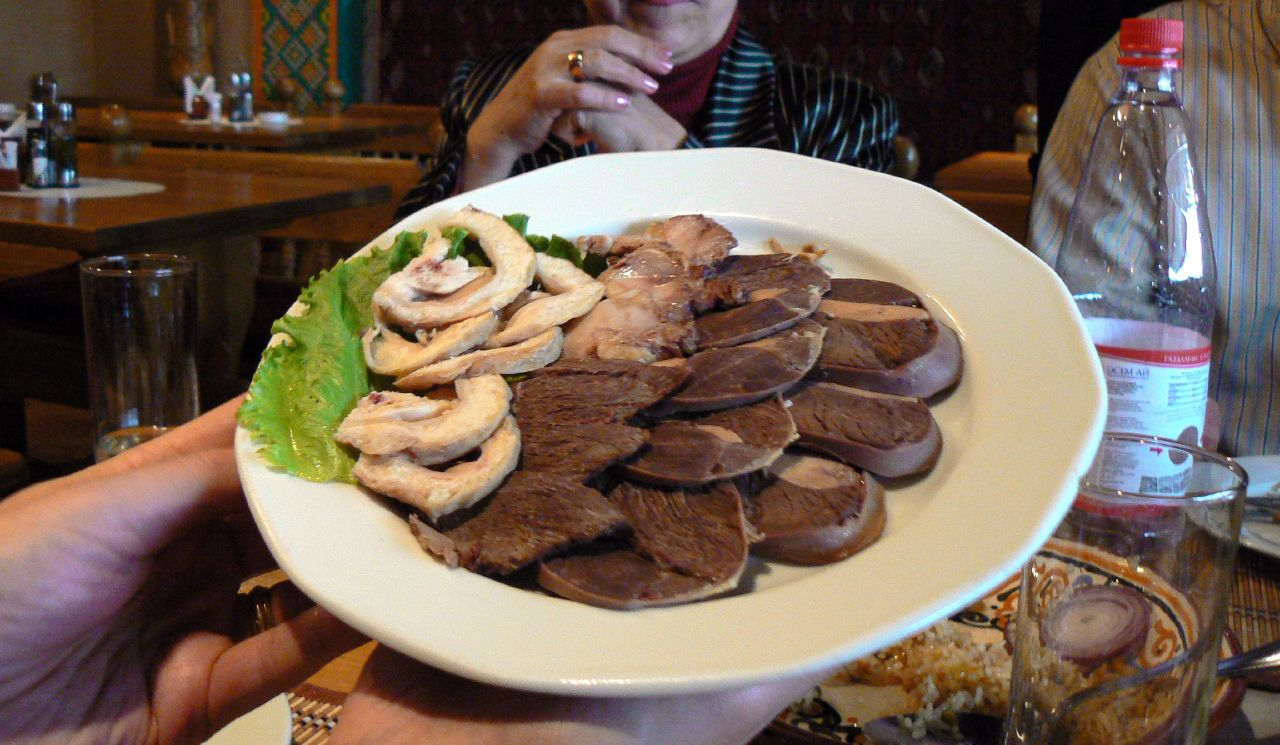
カザフスタンの馬の胃、焼肉、ソーセージ
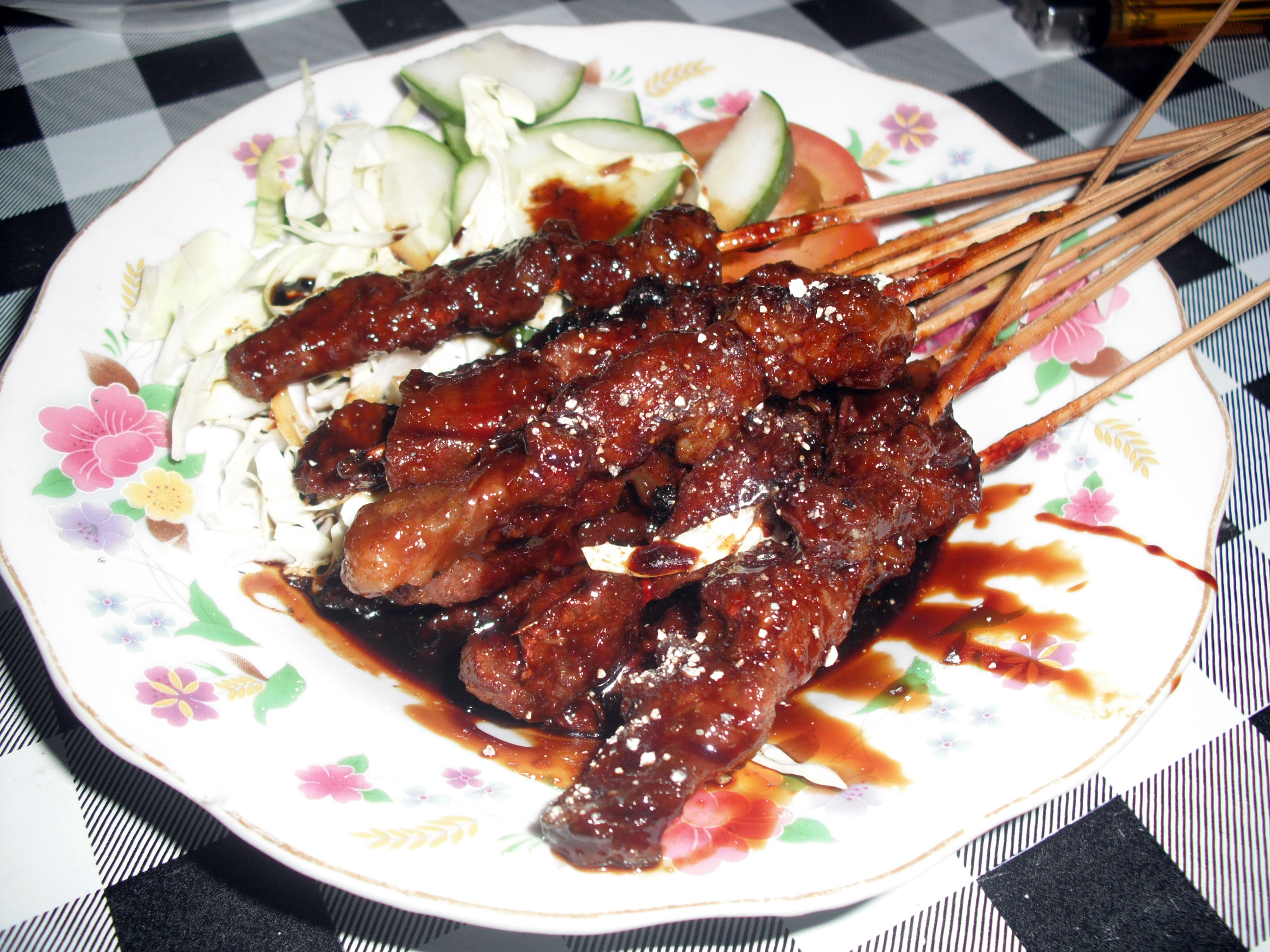
インドネシアジョグジャカルタ市の馬肉サテ

### フランス
フランスでは、馬肉食は一般的であり、馬の頭部を店頭に並べたり、真っ赤な看板に金色の馬の頭部の作り物を飾ったりするのが決まりである。フランス革命後の混乱期に食糧が逼迫した時に、ナポレオン・ボナパルトが戦場で死んだ馬の肉を食用にすることを許した。ほどなく正式に馬肉の市場取引が認められ、1870年代に普仏戦争でドイツ軍がパリを包囲した時は多くの馬が処分された。安くて庶民的な食品として家庭で食べられるが、高級レストランに出ることはない。ただ、フランス国内の馬肉業者は、ソビエト連邦の崩壊後に東欧から安い馬肉が流入したことで壊滅状態となった。フランス産馬肉が減った結果、フランス人の馬肉消費量も減りつつある。食肉業界の統計によれば、フランスで消費される食肉のうち、馬肉が占める割合はわずか0.4%程度で、1年に1回以上馬肉を食べるという家庭も5世帯に1世帯にも満たない。ただし、BSE問題で、店舗によっては客足が戻りつつあるという。
料理としてはタルタルステーキの他、仔牛のカットレットのように馬肉を調理する場合もある。

## 食のタブー・批判

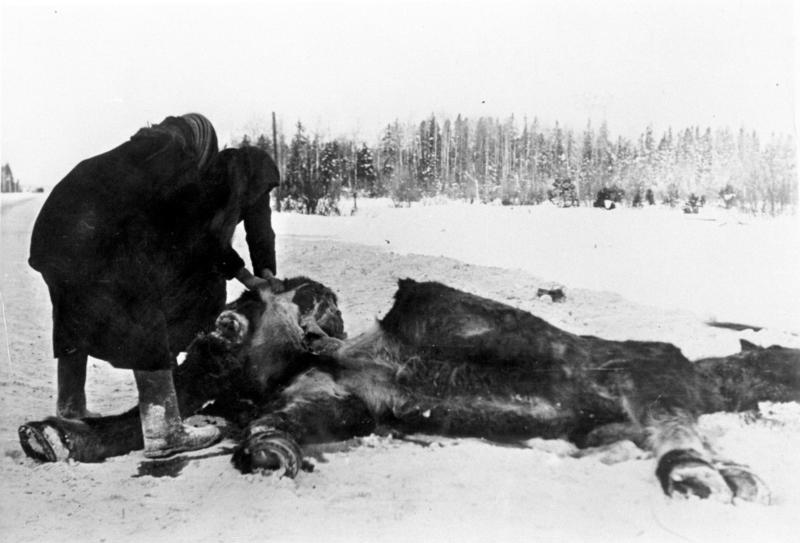
第二次世界大戦の逼迫した食糧事情は、アメリカなど馬肉を忌避する社会にも馬肉食を容認させた。写真は1942年にドイツ国防軍報道部員が東部戦線で撮影した、死馬の肉を切り取ろうとする市民。

フランスのソリュートレ遺跡の10万頭のウマ狩りなどに見られるように、先史時代においてはウマは食用動物として狩猟の対象となっていた。しかし、ウマの家畜化とともに、その関係に変化が見られるようになった。紀元前4000年頃から、呪術や原始宗教がウマに象徴的意味を与えるようになった。精神分析学者は、その意味や概念が我々に人肉食とウマを食べることに共通した心理現象を無意識に与えているのだ、としている。
ウマは歴史的に農耕や馬車の牽引、乗用に使用されており、家畜であると共に狩猟や戦場における足ともなって来た。これらから、肉食に供することに嫌悪感や抵抗感を持つ人もいる。アメリカ、イギリスで、馬肉食をタブー視する傾向が強い。

### 日本
日本の乗馬及び競馬に携わる人の中には食材としての馬肉を忌避する者が多い。しかし、競馬雑誌の競走馬の異動欄には、現役を引退する馬の異動先が記されている。地方競馬への移籍や種牡馬・繁殖入りの他に乗馬になる馬がいる。それが全て乗馬になるわけではない。それ以外にも「用途変更」という名称で姿を消す馬が相当数おり、その「用途」の中には食用もあるといわれている。実際に、廃止された上山競馬場や中津競馬場に在籍していた競走馬の末路は食肉処分だった。また、北海道で行われているばんえい競馬では、競走に出るための能力試験（または能力検定ともいう。入厩馬に課せられる模擬競走、地方競馬のみの制度）を突破できなかったり、あるいは満足な競走成績が残せなかったりした競走馬が食肉向けに転用されており、公式サイトでも包み隠すことなくそのことが解説されている。通常、平地競馬の能力試験は、一定の制限時間をクリアすれば良いため、力一杯走る必要がなく、「馬なり」で能試を走らせることもあるが、ばんえいの場合は能試の結果がいわば「生死を分ける」ため、実戦さながらに行われる。

### アイルランド
馬肉食はタブーとなっている。2013年に大手スーパーマーケットのテスコが扱っていたビーフハンバーガーから馬肉が検出され、問題となった（馬肉混入問題）。

### アメリカ
第二次世界大戦中に、牛肉価格の高騰のためニュージャージー州で食用馬肉の販売を一時的に合法化したが、戦後禁止された。またハーバード大学のFaculty Clubでは、1983年まで100年以上、メニューに馬肉があった。しかし、「馬は開拓時代からの数少ない文化」とする動物保護団体等の活動が盛んで、2006年9月7日、下院は、食用を目的とした馬の屠畜を禁止する法案を可決した。さらに2007年1月、テキサス州では屠畜生産停止の裁判所仮命令が発令され実質的生産停止された。背景には、アメリカ人自身が馬肉を食さず、産業への影響が少ないといった国内事情がある。
米国の馬の食肉処理工場はテキサス州に2カ所、イリノイ州に1カ所あり、フランスとベルギーの会社が所有している。アメリカ合衆国農務省によると、1989年には342,977頭、2003年には49,325頭の馬が米国内で屠殺されている。また、全米馬臨床獣医師協会（American Association of Equine Practitioners：AAEP）は「現在（2004年）、毎年、約5万頭の馬が米国の屠場で殺され、3万頭が殺処分のためカナダに輸送され、更に、無数の馬はメキシコへ送られ闇に葬られている」と主張していた。動物愛護協会によれば、全米で毎年、約9万頭分＝18,000トン＝6,100万ドルの馬肉が生産されている。アメリカ馬肉の主要輸入国は、フランス、ベルギー、日本などである。
2013年3月19日、アメリカ合衆国農務省は「馬の解体処理場の操業を承認するうえで必要な作業はほぼ済んでいる」と表明。ニューメキシコ州の食肉会社は食肉工場の開業に向け準備を整えた。馬肉食がタブーとされる米国で馬肉生産を再開させる同社に動物愛護団体などから猛烈な反発を呼んだ。
漫画『ゴルゴ13』第59巻「マシン・カウボーイ」は、馬肉食を否定するアメリカ国民の考え方を題材としている。

### イギリス
1930年代以降、戦時中の食糧難の時期を除き馬肉食はタブーとなっている。フランス料理店用と、一部のサラミソーセージの原料用に、フランスから輸入されているのみである。2013年1月、アイルランドの食品基準監督当局により、イギリスとアイルランドの大手スーパーマーケットで販売されている牛肉に、最大で100%の馬肉が使用されている事例が発覚した。この食品偽装の事件は、イギリスでは一大スキャンダルとなり、その騒ぎはヨーロッパ全体に広がっている。

### イスラエル
ユダヤ教では食物規定により非反芻動物を食せないため、正統派ユダヤ教徒は馬肉を食べない。ただしイスラエルでは憲法の政教分離規定により、政府が宗教上の理由で食品の製造流通を禁止することはできない。

### ウルグアイ
ウルグアイの国民は牛肉を好み馬肉を忌避しているが、ベルギー、ロシア、フランス、日本などに輸出している。

### オーストラリア
イギリスの文化圏であるオーストラリアでは、イギリス同様に馬肉食はタブーとなっている。2019年には、引退した競走馬を解体する食肉加工場の存在が報道され問題となった。食肉加工場で処理された馬肉は、日本やロシアなど海外に輸出されていたとみられている。

### 中国
中国では馬肉食を特に指弾する勢力はなく、加工食品の原料にも使われている。広西チワン族自治区桂林市、貴州省恵水県など一部の地方やカザフ族、キルギス族などの民族を除いて、伝統的に馬肉をそのままの食材として食べる例は多くない。
この理由として、明の李時珍がまとめた『本草綱目』は、馬肉は「辛、苦、冷、有毒」としているのに対し、豚、羊、牛、ロバ、ラクダなどはいずれも「無毒」としているように、歴史的に馬肉を食べることによる健康への害を多く経験し、それが言い伝えられていたことが考えられる。『本草綱目』は『日華諸家本草』を引用して、清水に晒して完全に血抜きをして、煮て食べないと消化され難く、毒が出ずに疔腫（ちょうしゅ。皮膚や皮下組織の化膿、毛嚢炎）になるとしている。また、馬の鞍の下の黒ずんだ肉や、人の手に拠らずに死んだ馬の肉、肝臓、血を食べると死ぬと注意している。犬肉、豚肉、ショウガ、「蒼耳」（オナモミ属のシベリアオナモミ）とは食べ合わせが悪いとされる。李時珍は、中毒した場合にはアロエの根の搾り汁、アンズのさねである杏仁を摂ると解毒できるとしている。

## 民間療法
民間療法として筋を痛めたり打撲の患部に馬肉を貼り付けるというものが存在する。1936年、日本プロ野球巨人の藤本定義監督は、登板が続いて肩を痛めたエース沢村栄治に馬肉を肩にあてさせたという。福岡ダイエーホークスの王貞治監督が足の打撲で途中交代した秋山幸二に贈ったところ、彼は「これを食べて英気を養ってくれ」というメッセージだと勘違いし、平らげてしまった（秋山の出身地熊本では滋養強壮食として馬肉が食されているため）。